# Berenice Troglodytica

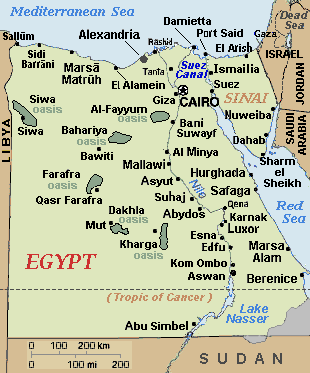
Mapa d'Egipte: Berenice és a la costa de la mar Roja, a la part inferior dreta del mapa

Berenice o Berenice Troglodytica (en grec Βερενίκη, Berenike), coneguda actualment en àrab com a Bernís (àrab: برنيس, Barnīs), és un antic port marítim d'Egipte situat a la costa oest de la mar Roja. A partir d'un llogarret, la ciutat va ser fundada per Ptolemeu II Filadelf (309-246 aC), que li va posar el nom de la seva mare, Berenice I d'Egipte.
Troglodytica fa referència a la gent aborigen de la regió, els «troglodites» o «habitants de les coves». Encara que el nom és testificat per diversos escriptors clàssics, les inscripcions ptolemaiques més antigues llegeixen Trogodytai, cosa que G.W.B. Huntingford ha especulat que podria tenir relació amb la mateixa arrel que tuareg, derivat de la paraula àrab tuwariq. És possible que els copistes tardans confonguessin aquest nom amb el terme més comú Troglodytai.
Construïda a l'interior d'un golf, el Sinus Immundus –o Badia Immunda– d'Estrabó, estava protegida al nord per la península de Ras Banàs (l'antiga Lepte Extrema). Una serralada elevada transcorre al costat d'aquesta banda de la costa africana i separa Berenice de la Vall del Nil; la ciutat s'aixeca en aquesta estreta franja de terra. Les mines de maragda de Zabara i Saket hi són properes. El port de Berenice estava protegit del vent del nord-oest per l'illa Ofiodes (Ὀφιώδης νήσος, Estrabó xvi. p. 770; Diod. iii. 39), que era rica en topazis.